# Football Club Dilettantistico Pinerolo
Il Football Club Dilettantistico Pinerolo (abbreviato F.C.D. Pinerolo o F.C. Pinerolo, semplicemente noto come Pinerolo) è una società calcistica italiana con sede nella città di Pinerolo (TO). Milita in eccellenza, la quinta divisione del campionato italiano.
La società fu fondata nel 1918 e raggiunse i migliori risultati agonistici a cavallo della seconda guerra mondiale, quando collezionò 8 presenze nel campionato di Serie C.

## Storia

Logo in uso fino al 2017

A Pinerolo le prime notizie di squadre di calcio, risalgono a prima della prima guerra mondiale, ma fu soltanto nel 1918 che nacque ufficialmente il Pinerolo Football Club. La compagine fa il suo ingresso nel calcio di categoria superiore 1931 quando disputa il suo primo campionato di Seconda Divisione, terzo livello della piramide calcistica dell'epoca. Ottiene al primo tentativo la promozione in Prima Divisione, disputando così per la prima volta un torneo a carattere nazionale.
Rimane in questa serie fino al 1935 quando per la riforma dei campionati la Prima Divisione diviene a carattere regionale: solo una stagione rimane a questo livello, ottenendo subito la promozione in Serie C nel 1936: qui rimane per cinque stagioni, corredate da altrettante partecipazioni alla Coppa Italia dove però viene eliminata quasi sempre al primo turno. Nel 1941 rinuncia a disputare il campionato di C, ma dopo il secondo conflitto mondiale viene ammesso in una Serie C notevolmente allargata rispetto agli standard precedenti.
Nel 1948 è retrocesso in Promozione e la stagione successiva in Prima Divisione: bisogna aspettare il 1956 e la promozione in IV Serie per rivedere il Pinerolo disputare il più basso torneo interregionale italiano. Nel 1956 nuova retrocessione, stavolta in Interregionale Prima Categoria dove rimane quattro stagioni prima di risalire in Serie D.
Nel 1966 nuova retrocessione in Prima Categoria e un'attesa fino al 1979 per ricalcare i campi della Serie D: rimane in questo livello fino al 1998 (eccetto la stagione 1991-1992). Da quel momento in poi la compagine piemontese permane in Eccellenza e Promozione (eccetto la stagione in Serie D 2002-2003). La squadra si distinse, tra l'altro, per aver tesserato solamente calciatori italiani in oltre 70 anni di storia: il primo straniero, il senegalese Mamadou Sow, fu infatti ingaggiato solamente nel 1991.
Dal 2012-2013 il Presidente biancoblù e l'imprenditore edile Leonardo Fortunato che succede a Franco Barbero, vice presidente Mario Ricci e successivamente si unisce Davide Sola, due persone di massima fiducia che portano grande qualità a un ottimo gruppo dirigenziale guidato dall'allora Direttore Adelino Zennaro e dal responsabile del settore giovanile Sergio Gili.
Nel 2014-2015 ha vinto il girone B dell'Eccellenza Piemonte Valle d'Aosta, conquistando la promozione in Serie D con mister Fabio Nisticò in panchina. Dopo una prima stagione da neopromossa ai limiti dell'incredibile, nella stagione sportiva successiva, 2016-2017 retrocede nuovamente in Eccellenza. 
Nella stagione 2017-2018, la stagione del Centenario, l'allenatore scelto inizialmente è Pino Di Leone, che dopo appena tre mesi di non ottimi risultati viene esonerato e al suo posto subentra l'allenatore della juniores regionale Massimo Ricardo (vincitore del titolo regionale allievi della stagione precedente). 
Dopo un avvio di stagione positivo però i risultati stentano nuovamente ad arrivare e il presidente Leonardo Fortunato decide di mettere un uomo di società e di massima fiducia, Claudio Giordano, artefice questi della salvezza biancoblù al fotofinish del play-out disputato al Barbieri e vinto dal Pinerolo 2-1 sul Rivoli (goal Spera e Pareschi). Il Pinerolo rimane in Eccellenza, categoria che disputa anche nella stagione 2018-2019.
Nella stagione 2021-2022 vince il girone B di Eccellenza, tornando in Serie D a distanza di 5 anni.

## Palmarès

### Competizioni regionali
- Prima Categoria: 1

1962-1963
- Promozione: 2

1955-1956, 1978-1979
- Eccellenza: 4

1991-1992, 2001-2002, 2014-2015, 2021-2022 (girone B)
- Coppa Italia Dilettanti Piemonte-Valle d'Aosta: 1

1991-1992

### Altri piazzamenti
- Campionato Interregionale:

Secondo posto: 1986-1987 (girone A)
Terzo posto: 1985-1986 (girone A)
- Campionato Nazionale Dilettanti:

Terzo posto: 1993-1994 (girone A)
- Eccellenza:

Terzo posto: 1999-2000 (girone B)
- Promozione:

Secondo posto: 2004-2005 (girone C)
- Prima Divisione:

Secondo posto: 1942-1943 (girone B)
- Coppa Italia Dilettanti Piemonte-Valle d'Aosta:

Finalista: 1999-2000, 2001-2002, 2004-2005
Semifinalista: 2019-2020

## Statistiche e record

### Partecipazione ai campionati
| Livello | Categoria                       | Partecipazioni | Debutto   | Ultima stagione | Totale |
| ------- | ------------------------------- | -------------- | --------- | --------------- | ------ |
| 3º      | Prima Divisione                 | 3              | 1932-1933 | 1934-1935       | 11     |
| 3º      | Serie C                         | 8              | 1936-1937 | 1947-1948       | 11     |
| 4º      | Promozione                      | 1              | 1948-1949 | 1948-1949       | 9      |
| 4º      | IV Serie                        | 1              | 1956-1957 | 1956-1957       | 9      |
| 4º      | Campionato Interregionale       | 2              | 1957-1958 | 1958-1959       | 9      |
| 4º      | Serie D                         | 5              | 1963-1964 | 2016-2017       | 9      |
| 5º      | Serie D                         | 3              | 1979-1980 | 2002-2003       | 19     |
| 5º      | Campionato Interregionale       | 10             | 1981-1982 | 1990-1991       | 19     |
| 5º      | Campionato Nazionale Dilettanti | 6              | 1992-1993 | 1997-1998       | 19     |